# Clemente Solaro della Margarita
Conde Clemente Solaro della Margarita (Mondovì, 21 de novembro de 1792 – Turim, 12 de novembro de 1869) foi um diplomata e político do Reino da Sardenha.
Estudou Direito em Siena e  Turim, mas como o Piemonte estava sujeito, naquela época, à dominação francesa, sendo devoto da casa de Saboia, recusou o diploma.  Com a restauração do Reino da Sardenha, finalmente se graduou. Em 1816, entrou para o serviço diplomático. Mais tarde retornou a Turim e ganhou a confiança do rei Carlos Alberto, sendo nomeado por ele, em 1835, ministro de relações exteriores. 
Era um católico fervoroso, devotado ao Papa e aos jesuítas, amigo da Áustria e firmemente ligado aos princípios da autocracia, foi fortemente contra qualquer tentativa de inovação política, sendo por isso extremamente odiado pelos liberais.